# Alsodeiopsis weissenborniana
Alsodeiopsis weissenborniana är en tvåhjärtbladig växtart som beskrevs av J. Braun et K. Schum.. Alsodeiopsis weissenborniana ingår i släktet Alsodeiopsis och familjen Icacinaceae. Inga underarter finns listade i Catalogue of Life.